# Ridderstad

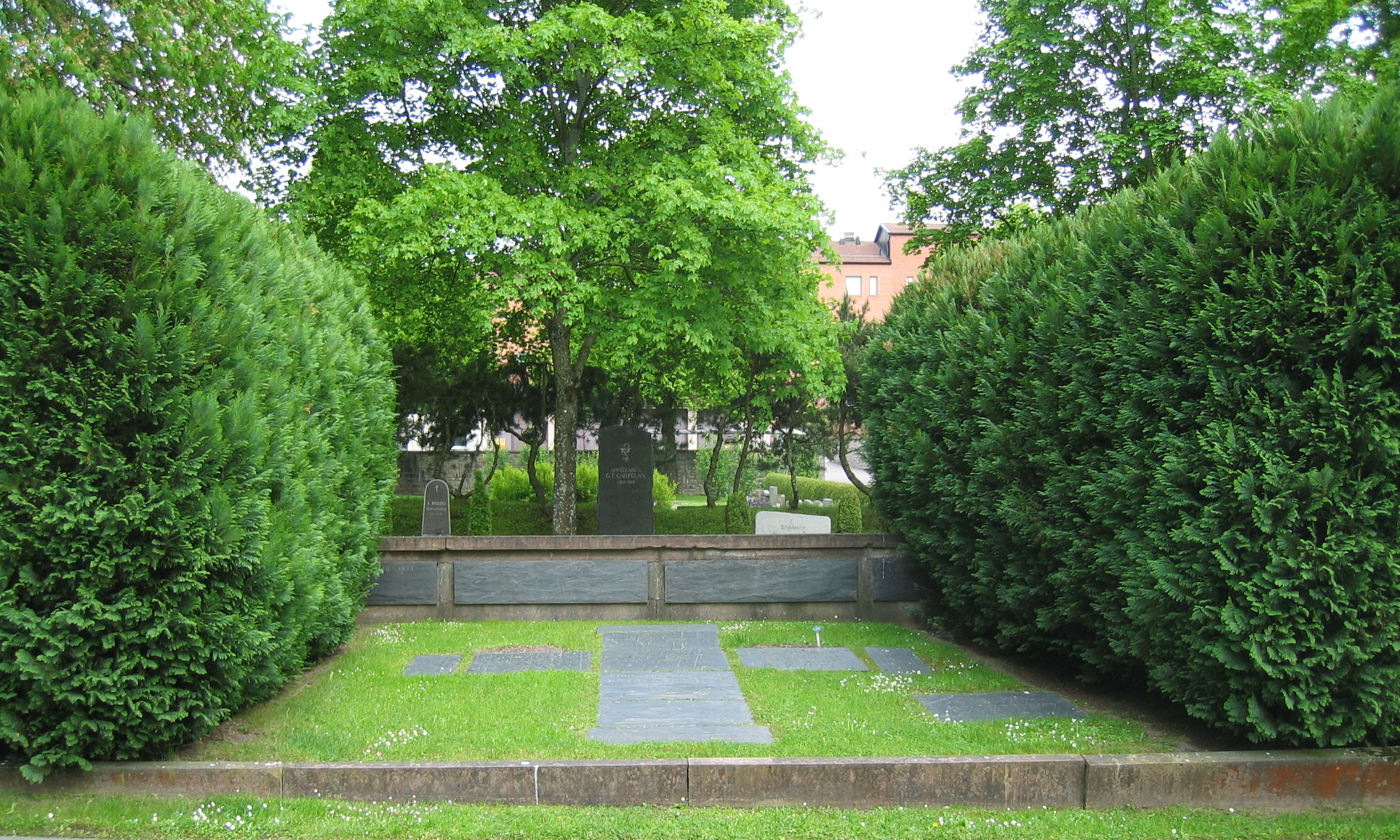
Ridderstads familjegrav i Linköping.

Ridderstad är en svensk ätt, som härstammar från Adam Soldan, justitiarius på Nyenskans.
Stamfadern levde i slutet av 1500- och i början av 1600-talet och hans son Hans Soldan var borgmästare i Nyen på 1640-talet. Han var farfar till överkrigskommissarien och kanslirådet Gustaf Soldan (1668-1739). Denne adlades von Soldan 1712, men ätten dog ut på manslinjen redan 1777.
En bror till Gustaf von Soldan adlades med namnet Ridderstad 1719. Det var ryttmästaren vid Upplands tremänningskavalleriregemente Peter Soldan.

## Kända medlemmar
- Carl Fredrik Ridderstad (1807–1886), tidningsman
- Wilhelm Ridderstad (1843–1930), författare
- Anton Ridderstad (1848–1933), hembygdsforskare
- Soldan Ridderstad (1870–1926), häradshövding
- Eskil Ridderstad (1881–1965), tidningsman
- Sture Ridderstad (1911–1989), fideikommissarie och ägare till Riddersholm
- Britta Ridderstad Bengtsson (1921–2020), tecknare
- Mona Ridderstad-Cedergren (född 1935), konstnär
- Gunnar Ridderstad (född 1941), militär
- Per S. Ridderstad (född 1941), professor